# NGC 5360
NGC 5360 is een balkspiraalstelsel in het sterrenbeeld Maagd. Het hemelobject werd op 8 mei 1864 ontdekt door de Duitse astronoom Albert Marth.

## Synoniemen
- IC 958
- UGC 8838
- MCG 1-36-1
- ZWG 46.3
- PGC 49513